# Východní Kordillera (Kolumbie)
Východní Kordillera (španělsky Cordillera Oriental) jsou jedním ze tří hlavních pohoří, do kterých se v jižní Kolumbii rozdělují Andy. Táhne se od oblasti Kolumbijského masivu (Macizo Colombiano) severním směrem v délce přibližně 1200 km. Ve své severní části se rozděluje do pohoří Cordillera de Mérida a Serranía del Perijá. Největších nadmořských výšek dosahuje masiv v oblasti Sierra Nevada del Cocuy. Od Centrálních Kordiller je odděleno údolím řeky Magdalena, voda z jeho východních svahů stéká do povodí řek Amazonky, Orinoka a Catatumbo. V pohoří se nachází celá řada chráněných území.

## Fotogalerie

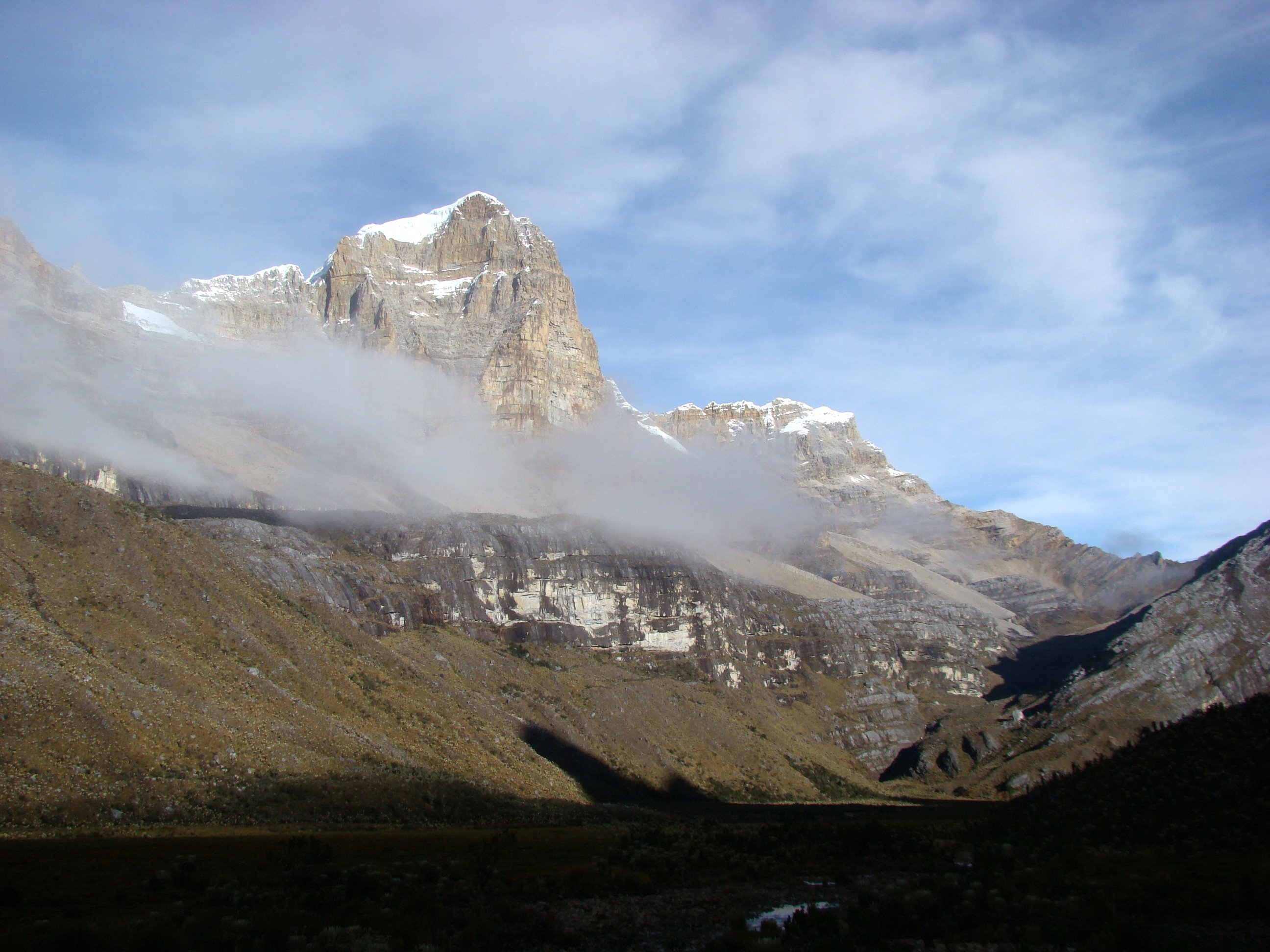
Ritacuba Blanco
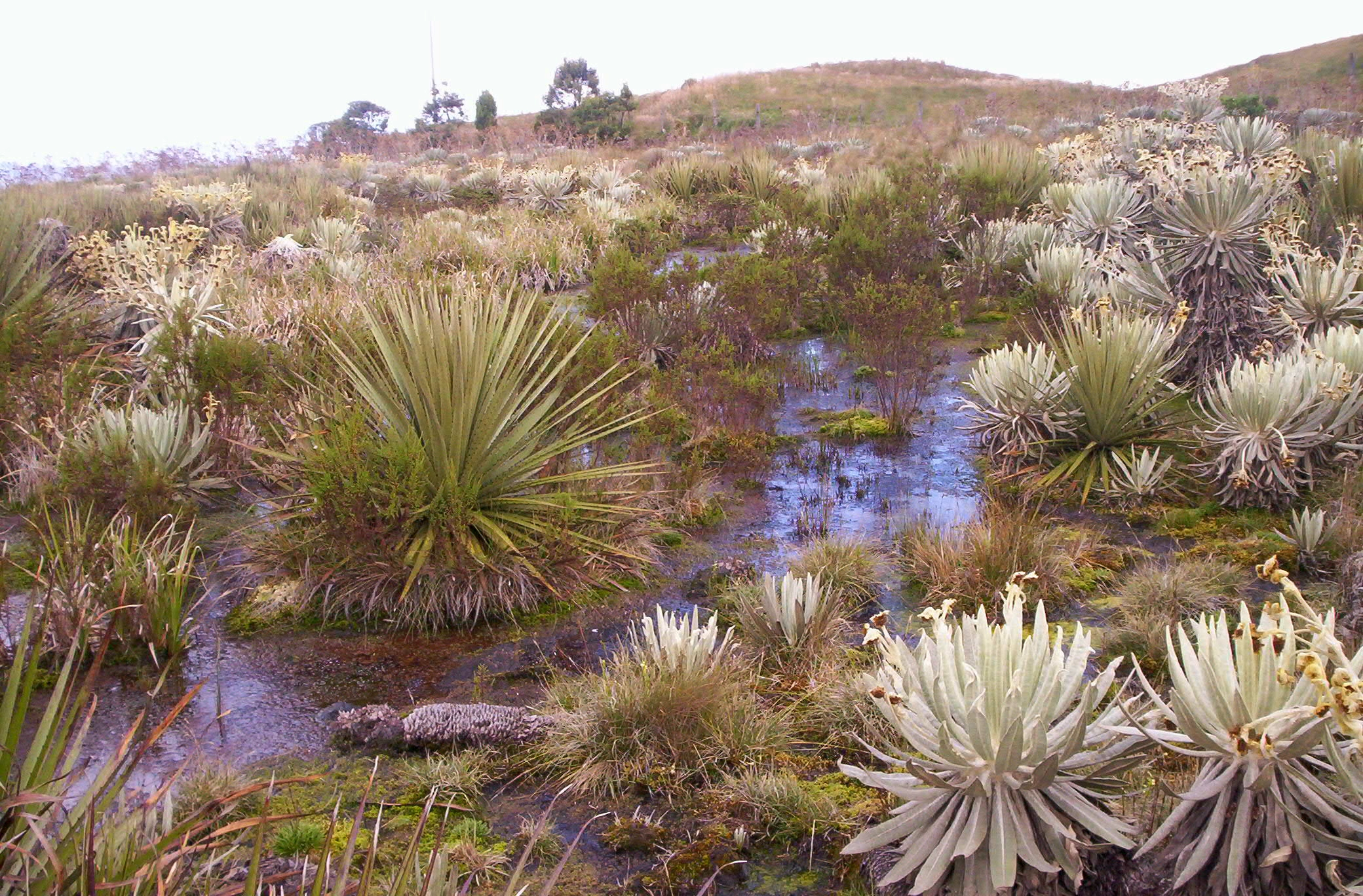
Zdejší biotop páramo